# 選美活動

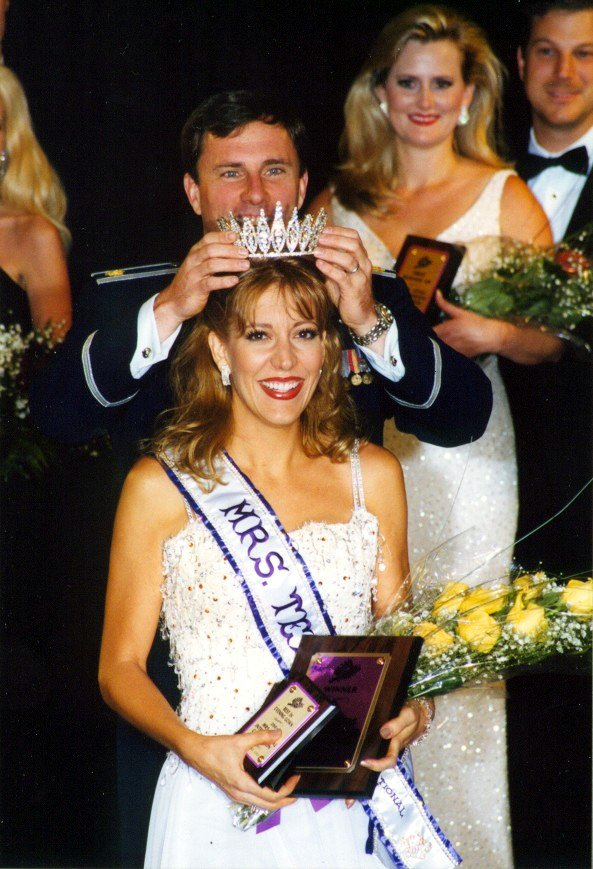
Texas太太在選美比賽中獲后冠加冕

選美活動（或選美比賽）是一種基于选手形体外貌美麗程度和内涵智慧的竞赛。較著名的，如環球小姐競選，就是一項世界性的選美活動。傳統上的選美活動的參加對象主要為女性，但近年各種以男性為參加者的選美活動也紛紛出現。

## 世界各地選美活動

### 國際性比賽
- 环球小姐 (Miss Universe)（全球四大選美）
- 地球小姐 (Miss Earth)（全球四大選美活動）
- 国际小姐 (Miss International)（全球四大選美活動）
- 世界小姐 (Miss World) （全球四大選美）
- 世界跨國小姐（英语：Miss and Mister Supranational） (Miss Supranational)（全球六大選美）
- 萬國小姐 (Miss Grand International)（全球六大選美）
- 國際旅遊小姐 (Miss Tourism International) （知名國際選美競賽，超過五十國參與）
- 七大洲小姐 (Miss 7 Continents)
- 世界旅遊小姐 (Miss Tourism World) (知名國際選美比賽)
- 世界旅遊皇后 (Miss Tourism Queen International)
- 世界大學小姐(World Miss University)
- 全球城市小姐暨全球城市形象大使 (Miss Globalcity)（華人第一品牌賽事 全球以城市為主題的第一選美賽事）
- 環球超模小姐 (Miss Supermodel Globe)
- 環球洲際小姐 (Miss Globe International)
- 地球旅遊小姐 (Miss Tourism Planet)
- 中華才藝小姐國際大賽 (Miss Talent)
- 世界網路小姐 (MISSEWORLD)
- 洲際小姐 (Miss Global)
- 環球青春小姐(Miss Teenager Universal)
- 國際青春小姐(Miss Teen International)
- 中華小姐環球大賽 (Miss Chinese Cosmos Pageant)- 接受全球的華裔選手參加。
- 傳統小姐 (Miss Heritage)
- 全球義大利小姐
- 全國際小姐(只在1988和1989舉辦)
- 亞太小姐（英语：Miss Asia Pacific International） (Miss Asia Quest / Miss Asia Pacific Quest / Miss Asia Pacific International)-在1964年開始舉辦，當時稱亞洲小姐，在1983年起改稱亞洲太平洋小姐，1983年起接受中東，太平洋，美洲貼近太平洋國家或一些接近歐洲的國家。1985年至1989年連續五年由香港亞洲電視舉辦，由香港亞洲小姐冠軍代表香港參賽。2006年起停辦，直到2016年復辦。
- 亞太小姐世界大賽 (Miss Asia Pacific World)
- 國際中華小姐 (Miss Chinese International Pageant) (舊稱國際華裔小姐)
- 國際潛水小姐 (Miss Scuba)

### 亞洲比賽
- 香港小姐競選- 1946年首次舉辦，1973年起由香港無綫電視接手舉辦的選美比賽，冠軍會獲安排參加國際中華小姐競選。在2000年或之前冠軍被派去環球小姐比賽，2015年前更會派三甲代表參加世界小姐及國際小姐，但自2015年起已改由澳門選美連盟選出香港代表參賽。
- ViuTV選美活動：由香港電視娛樂ViuTV以「真人騷」形式所舉辦的選美活動，包括：《美選D.n.A》、《造美人》、《最後一屆口罩小姐選舉》、《肥美人》
- 香港珠寶小姐競選- Miss Jewellery Hong Kong
- 香港工展小姐選舉 - 推廣香港工展會活動
- 香港玉女選舉 - 1966-1969舉辦，第1、2屆連同[香港之鶯]、[香港青年]同日誕生，第3、4屆連同[香港之鶯]同日誕生. 取消[香港青年]，獎品包括電影合約
- 日本小姐
- 中國環球小姐- 代表中國參加環球小姐
- 中國世界小姐- 代表中國參加世界小姐
- 中國國際小姐- 代表中國參加國際小姐
- 蒙古小姐- 代表蒙古參加世界小姐
- 西藏小姐- 代表西藏參加地球小姐
- 中國旅遊小姐或中國洲際小姐 - 代表中國參加國際旅遊小姐或洲際小姐
- 中國地球小姐 - 代表中國參加地球小姐
- 珠江小姐 - 由佛山举办
- 西岸小姐 - 由珠海举办
- 澳門小姐 - 較少舉辦，以前的冠軍會參加國際華裔小姐、世界小姐和環球小姐，於2008年恢復
- 台灣全球城市小姐先生 -每年舉辦，為台灣選出年度全球城市小姐先生Miss Globalcity參加世界盃大賽
- 台灣城市小姐先生 -每年舉辦，為台灣25縣市選出年度城市小姐先生Miss City
- 台灣環球小姐先生 - 非每年舉辦
- 台灣小姐先生 - 冠軍可能參加其他國際選美
- 韓國小姐 - 頭五名分別參加國際選美。
- 緬甸小姐 - 只在50-70年代選美，參加國際選美比賽。而2005年度也有比賽，原本勝出選手參加環姐，但當地政府禁止。
- 老撾小姐 - 1996年在美國加洲的老撾後裔舉辦，原代表老撾參加環姐，但被老撾政府禁止。
- 汶萊華裔小姐
- 日本華裔小姐
- 柬埔寨小姐 - 2006年的比賽，冠軍參加世姐
- 印度尼西亞環球小姐 - 冠軍參加環姐
- 印度尼西亞世界小姐 - 冠軍參加世姐
- 印度尼西亞小姐 - 得到名次的選手參加其他國際選美
- 馬來西亞世界小姐
- 馬來西亞環球小姐
- 馬來西亞國際小姐
- 馬來西亞華裔小姐
- 菲律賓小姐 - 頭五名分別會參加國際選美
- 新加坡環球小姐
- 新加坡世界小姐
- 新加坡國際小姐
- 新加坡華裔小姐
- 泰國小姐 - 在2000年之前會參加國際選美，但2001年起之後的冠軍不會參加任何其他的國際選美
- 泰國環球小姐 - 冠軍參加環姐，亞軍參加國際小姐
- 泰國世界小姐 - 冠軍參加世姐，最好成績的華裔人士參加國際中華小姐
- 越南世界小姐
- 越南環球小姐 - 冠軍參加環姐，在2004、2005年舉辦，在2008年復辦
- 孟加拉世界小姐 - 2001年度參加世姐
- 印度小姐 - 不同名次會參加不同國際選美
- 尼泊爾世界小姐
- 巴基斯坦小姐 - 參加不同國際選美
- 馬爾代夫小姐 - 不是每年舉辦
- 斯里蘭卡小姐 - 不同名次參加不同國際選美
- 哈萨克斯坦小姐 - 不同名次參加不同選美
- 烏茲別克斯坦小姐
- 吉爾吉斯斯坦小姐
- 阿富汗小姐
- 亞美尼亞小姐
- 阿塞拜疆小姐
- 塞浦路斯小姐
- 土耳其小姐
- 以色列小姐
- 黎巴嫩小姐
- 格魯吉亞小姐
- 伊朗小姐 - 60-70年代比賽
- 伊拉克小姐 - 70年代比賽
- 1987年香港環球小姐選拔賽

### 歐洲比賽
- 法國小姐
- 歐洲華裔小姐 - 於2007年開始舉辦，冠軍參加國際中華小姐
- 英國小姐
- 愛爾蘭小姐
- 荷蘭小姐
- 比利時小姐
- 摩納哥小姐
- 德國小姐
- 奧地利小姐
- 瑞士小姐
- 波蘭小姐
- 捷克共和國小姐
- 斯洛伐克小姐
- 俄羅斯小姐
- 白俄羅斯小姐
- 烏克蘭環球小姐
- 拉脫維亞小姐
- 冰島小姐
- 挪威小姐
- 瑞典小姐
- 芬蘭小姐
- 葡萄牙小姐
- 西班牙小姐
- 西班牙中国小姐2010年始办，参赛者为旅西华人
- 義大利小姐
- 塞爾維亞小姐
- 科索沃小姐
- 保加利亞小姐
- 希臘小姐

### 美洲比賽
- 美利坚小姐 (Miss America)
- 美國小姐 (Miss USA)－冠軍參加環球小姐
- 美國世界小姐 (Miss United States World)－冠軍參加世界小姐
- 美國國際小姐 (Miss United States International)－冠軍參加國際小姐
- 美國紐約華裔小姐－冠軍參加國際中華小姐
- 美國西雅圖華裔小姐－冠軍參加國際中華小姐
- 加拿大環球小姐－冠軍參加環球小姐
- 加拿大世界小姐－冠軍參加世界小姐
- 加拿大國際小姐－冠軍參加國際小姐
- 加拿大溫哥華華裔小姐－冠軍參加國際中華小姐
- 加拿大多倫多華裔小姐－冠軍參加國際中華小姐
- 加拿大蒙特里爾華裔小姐－冠軍參加國際中華小姐
- 加拿大亞洲小姐競選(Miss Asia Canada)
- 委內瑞拉小姐(Miss Venezuela)－冠軍參加環球小姐、亞軍參加世界小姐、季軍參加國際小姐
- 巴哈馬環球小姐 －冠軍參加環球小姐、亞軍參加地球小姐、季軍參加國際小姐
- 坡利維亞小姐－冠軍參加環球小姐、亞軍參加世界小姐、季軍參加國際小姐
- 巴西環球小姐－冠軍參加環球小姐、亞軍參加國際小姐、季軍參加Miss American Continent
- 秘魯環球小姐 －冠軍參加環球小姐、亞軍參加地球小姐
- 厄瓜多爾小姐－冠軍代加環球小姐、亞軍參加國際小姐
- 巴拿馬環球小姐－冠軍參加環球小姐
- 多明尼加共和國小姐－不會派代表參加環球小姐、世界小姐、國際小姐
- 多明尼加共和國環球小姐－冠軍參加環球小姐

### 非洲比賽
- 约翰内斯堡华裔小姐

### 大洋洲比賽
- 澳洲環球小姐－冠軍參加環球小姐
- 悉尼華裔小姐－冠軍參加國際中華小姐
- 墨爾本華裔小姐－冠軍參加國際中華小姐
- 布里斯本華裔小姐－冠軍參加國際中華小姐
- 紐西蘭環球小姐－冠軍參加環球小姐
- 紐西蘭世界小姐－冠軍參加世界小姐、得到名次參加不同選美活動
- 奧克蘭華裔小姐－冠軍參加國際中華小姐

### 非國家性的比賽
- 世界太太
- 世界裸體小姐

## 注重選美的國家或地區
- 波多黎各
- 委內瑞拉
- 菲律賓

## 禁止選美的國家 (現時)
- 巴基斯坦
- 幾內亞[1]

## 有關的模特兒選美比賽
- 環球平面模特大賽 ( Photomodel of the World )
- 世界模特兒小姐大賽 ( Miss Model of the World )
- 世界頂尖模特兒大賽 ( Top Model of the World )
- 世界最佳模特兒大賽 ( Best Model of the World)
- 世界模特兒大賽 ( Model of the World )

...
ford super model of the wrold
the look of the year by elite model

## 已停辦選美
- 20年代的環宇小姐(International Pageant of Pulchritude)在1926至1931年間於美國德克薩斯州Galveston舉辦(非由現在的環球小姐組織舉辦。)
- 香港節小姐競選（1969、1971及1973年）
- 亞洲小姐競選 (1985-1999, 2004-2014, 2018-2021)
- 世界最美麗的女人

## 男性選美
- 世界先生 (Mister World)
- 國際先生 (Mister International )
- 同性戀先生 (Mr Gay World)
- 世界男模大賽(Manhunt International)
- 香港先生（Mr. Hong Kong）2005-2011及2016年舉辦
- 亞洲先生競選（Mr. Asia Contest）2005年及2011-2014年舉辦
- 香港男士競選（Mr. Hong Kong）1998年及1999年舉辦
- 全球先生(Mister Global)
- 香港青年 -1966年及1967年舉辦,連同香港玉女、香港之鶯同日誕生

## 變性人選美
- 蒂芬妮環球小姐
- 國際皇后小姐

## 爭議
不少文化評論者指責選美活動會令少女過度重視其外在美和引起浪費風氣，更衍生巨大社會壓力，促成少女花費時間和財力於服飾、髮型、化妝甚至整容(在南韓和中南美洲，選美參加者整容甚為普遍)。另外，部份女子為追求纖巧體形而限制飲食，傷害健康。  
例如在1968年，美國婦女解放運動組織 New York Radical Women 的成員便曾在新澤西州大西洋城阿美利加小姐(Miss America)會場外抗議，指責選美活動歧視、壓迫女性，強行塑造固定的女性形象，並鼓吹種族主義。